# 菌糸体
菌糸体（きんしたい、mycelium）は、菌糸の集合体のことであり、糸状菌の栄養体その物である。
菌糸からなる菌類、つまり糸状菌の体はそれぞれがほぼ同一の構造を持つ菌糸からなり、それが枝分かれしながら広がっているが、その広がり全体、あるいはその集団を菌糸体という。菌糸は基質の表面かその内部に広がるから、野外においては外見的に菌糸体をまとまりとして認識するのは困難である。培養した場合には、よりたやすく把握することができる。

## 形態
ペトリ皿の寒天培地上で糸状菌を培養した場合、接種した点を中心として円形のコロニーが形成されるのが見られる。これは、菌糸の枝分かれが当初はあらゆる方向に向かうが、次第に互いにほぼ平行な方向に向かうようになっているためである。理由については諸説あるが、定かではない。ペトリ皿は平らなので下向きの菌糸の伸びは観察しがたいが、試験管で培養すれば、寒天培地中に深く菌糸が伸びるのが見える。したがって、形に制約がなければ、菌糸体の形は成長が始まった点を中心とする球形になると予想される。液体培地中では菌糸はボール状になる例もある。
野外においては好適な基質がそのように均一に広がっているとは限らないので、その形は好みの基質の形によって制約されると考えられる。ただし、比較的均一な基質上では、円形ないし球形の菌糸体が形成される物と思われる。たとえば、芝生や草原などにおいてキノコが環をなして生じる現象がある。これを菌輪と言うが、これは、その円の中心付近から発生した菌糸体が、同心円状に成長し、一定時期に成熟して子実体を生じたために起こったものと考えられる。

## 菌糸体間の関係
寒天培地上に野外の試料を接種して培養すると、そこから多数の菌糸が伸び出すのが見られる。当然ながら複数種の菌糸が伸び出し、それらは同じ範囲で入れ違いながら伸びている。この段階では、複数の菌糸体が同じ空間で重複していると考えられる。
しかし、ある程度成長すると、それらは密な場所と疎な場所が出来て、ある程度の空間のずれを生じるように見える。つまり菌糸体はそれぞれの個体としての勢力圏を持ち、互いの間に反発的な働きがあるものと考えられる。このことは、それぞれの菌糸がその周囲の基質から栄養をとることで生きていることから考えても、納得のいくところである。
野外において菌糸を見いだすことは難しいので、この様子を把握するのは簡単ではない。比較的観察しやすいのは広葉樹の枯葉の場合で、土壌に落ちて分解の始まった枯葉を見ると、いくつかの区画に分かれ、それぞれが、やや異なった色になっている場合がある。これは、各々の区画がそれぞれ異なった菌糸体である場合がある、これらは小型の子嚢菌である場合が多く、よく見れば粒状の小さな子実体が見られることもある。それぞれの区画の分かれ目では互いの菌糸の間の競争が行われているのであろう。キノコにおいても同様な現象があると考えられている。

## 生態系との関係
菌糸体を介して、真菌は周囲の環境から栄養素を吸収するが、このプロセスは2段階で行われる。第１段階で、菌糸は酵素を栄養源に分泌し、酵素が生体ポリマーをモノマーのようなより小さな単位に分解する。第２段階で、分解生成物は拡散及び能動輸送で菌糸体に吸収される。
菌糸体は、陸上生態系及び水圏生態系で不可欠であり、植物を構成する物質などを分解する役割を担っている。菌糸体は土壌の有機成分に寄与し、その成長プロセスで二酸化炭素を大気中に放出する（炭素循環を参照）。外菌根外部菌糸体ectomycorrhizal extramatrical mycelium、およびアーバスキュラー菌根菌の菌糸体は、ほとんどの植物において水分及び栄養分を吸収する効率を高め、植物病原菌に対する耐性を付与する。菌糸体は多くの土壌無脊椎動物にとって重要な食料源となる。菌糸体は農業に不可欠であり、多くの植物が菌糸体と共生している。菌糸体は植物の健康、栄養素の摂取、成長の主要な要因であり、菌糸体は植物の健康の主要な要因である。